# Michele Cruciani
Michele Cruciani (Cesena, 9 marzo 1970) è un ex arbitro di calcio italiano.

## Carriera
Appartenente alla sezione AIA di Pesaro; debuttò in Serie B nella stagione 2001-2002, il 30 settembre 2001 nella partita Sampdoria-Palermo.
Esordì in Serie A nella stagione 2003-2004, il 30 novembre 2003 nella partita Brescia-Udinese.
L'ultima partita arbitrata in Serie A, risalente alla stagione 2004-2005, è Lazio-Sampdoria del 23 gennaio 2005.
Smise di arbitrare al termine della stagione 2004-2005.
Ha un consuntivo finale di 2 presenze in Serie A e di 67 presenze in Serie B.